# 卜部里菜
卜部 里菜（うらべ りな、1991年1月22日 - ）は、日本の元女子バレーボール選手である。

## 来歴
兵庫県西宮市出身。友人に誘われて小学4年からバレーボールを始める。大阪国際滝井高校では、2007年（平成19年）春高バレー優勝をはじめインターハイ、国体を経験した。
2008年（平成20年）9月、第14回アジアジュニア女子選手権大会に出場し、優勝に貢献。同年10月、Vプレミアリーグの岡山シーガルズの内定選手となり、2009年（平成21年）1月のプレミアリーグにおいて公式戦デビューを果たした。2009年（平成21年）4月、岡山シーガルズ入部。同年12月の第5回東アジア大会で日本代表に選出され、初戦のチャイニーズタイペイ戦で2連続サービスエースを決めるなど活躍し、準優勝に貢献した。2010年（平成22年）シーズンからはシーガルズでの出番を急激に増やし、レギュラーの座を掴んだ。
2015年5月16日、岡山退団。

## プレースタイル
プロレベルのMBとしては最小といえる170cmの身長であるが、滝井では入学間もない一年生の時からレギュラーとしてその年のインターハイ、国体に出場。翌年の春高バレー優勝時には解説者を務めた大林素子が「今すぐVリーグで即戦力。」と言った。ネット際でのトスからクイック攻撃へのスピードは1秒を切った。3年生時にはパイプ攻撃を体現、バックアタックでも貢献した。

## 人物・エピソード
- フジテレビ恒例の、春高放送時のキャッチフレーズはフライング・ビューティー。本人はこれについて、「ちょっと恥ずかしい。」「フライングはあっても、ビューティーはないんじゃないかなと・・。」と発言している。
- チョコレートやフルーツなどの甘いものが好物。チームの本拠地である岡山については、フルーツがおいしいと評している。
- 好きな男性のタイプは福山雅治。
- 同期入団の瀬尾有耶、丸山亜季、川島亜依美との4人で、全員血液型がB型であることから、"B4"という愛称がある。休日は4人で出かけることが多いが、B型らしく、買い物に行っても4人ともばらばらで行動するとのこと。
- 子供の頃、ピアノを習っており、2011年（平成23年）の岡山放送の「OHKスポーツスピリッツ」で披露した。他にも、子供の頃には公文・書道・バトントワリングを習っていた。
- プレー中、余り笑顔を見せないが、舌を出して唇で挟む表情をすることがよくある。
- 河本監督は、2010年（平成22年）シーズンで苦戦するチームの中にあって、明るい話題として宮下と卜部の成長を挙げている。
- 尊敬する選手は、同じチームでベテランの森和代。窮地での集中力とリーダーシップが凄いと評している。
- サインは、ひらがなの「うらべりな」をモチーフに、「う」に顔を描いたものになっている。
- 前述のとおり、身長は低いが、高校時の170cmから現在の171cmへと伸びており、現在なお少しずつ伸び続けている。

## 球歴
- 2008年 - アジアジュニアバレーボール選手権(金メダル)
- 2009年 - 第5回東アジア大会(準優勝)

## 所属チーム
- 伊丹市立桜台小学校（伊丹桜台クラブ）
- 大阪国際大和田中学校
- 大阪国際滝井高等学校（2006-2009年）
- 岡山シーガルズ（2009-2015年）

## 個人成績
Vプレミアリーグレギュラーラウンドにおける個人成績は下記の通り。
| シーズン | 所属 | 出場 | 出場   | アタック | アタック | アタック | アタック | ブロック | ブロック | サーブ | サーブ | サーブ | サーブ | レセプション | レセプション | 総得点 | 備考     |
| -------- | ---- | ---- | ------ | -------- | -------- | -------- | -------- | -------- | -------- | ------ | ------ | ------ | ------ | ------------ | ------------ | ------ | -------- |
| シーズン | 所属 | 試合 | セット | 打数     | 得点     | 決定率   | 効果率   | 決定     | /set     | 打数   | エース | 得点率 | 効果率 | 受数         | 成功率       | 総得点 | 備考     |
| 2008/09  | 岡山 | 1    | 1      | 0        | 0        | 0.0%     | %        | 0        | 0.00     | 0      | 0      | 0.00%  | 0.0%   | 0            | 0.0%         | 0      | 内定選手 |
| 2009/10  | 岡山 | 17   | 28     | 33       | 8        | 24.2%    | %        | 4        | 0.14     | 50     | 3      | 6.00%  | 9.2%   | 67           | 44.8%        | 15     |          |
| 2010/11  | 岡山 | 19   | 55     | 159      | 59       | 37.1%    | %        | 4        | 0.07     | 138    | 1      | 0.72%  | 7.4%   | 254          | 55.1%        | 64     |          |
| 2011/12  | 岡山 | 21   | 54     | 77       | 33       | 42.9%    | %        | 3        | 0.06     | 116    | 3      | 2.59%  | 8.4%   | 125          | 58.4%        | 39     |          |
| 2012/13  | 岡山 | 15   | 25     | 18       | 5        | 27.8%    | %        | 1        | 0.04     | 28     | 0      | 0.00%  | 4.5%   | 10           | 50.0%        | 6      |          |
| 2013/14  | 岡山 | 28   | 37     | 10       | 4        | 40.0%    | %        | 0        | 0.00     | 27     | 1      | 3.70%  | 10.2%  | 27           | 55.6%        | 5      |          |
| 2014/15  | 岡山 | 15   | 30     | 59       | 25       | 42.4%    | %        | 2        | 0.07     | 57     | 1      | 1.75%  | 9.7%   | 54           | 51.9%        | 28     |          |